# Monte Canin

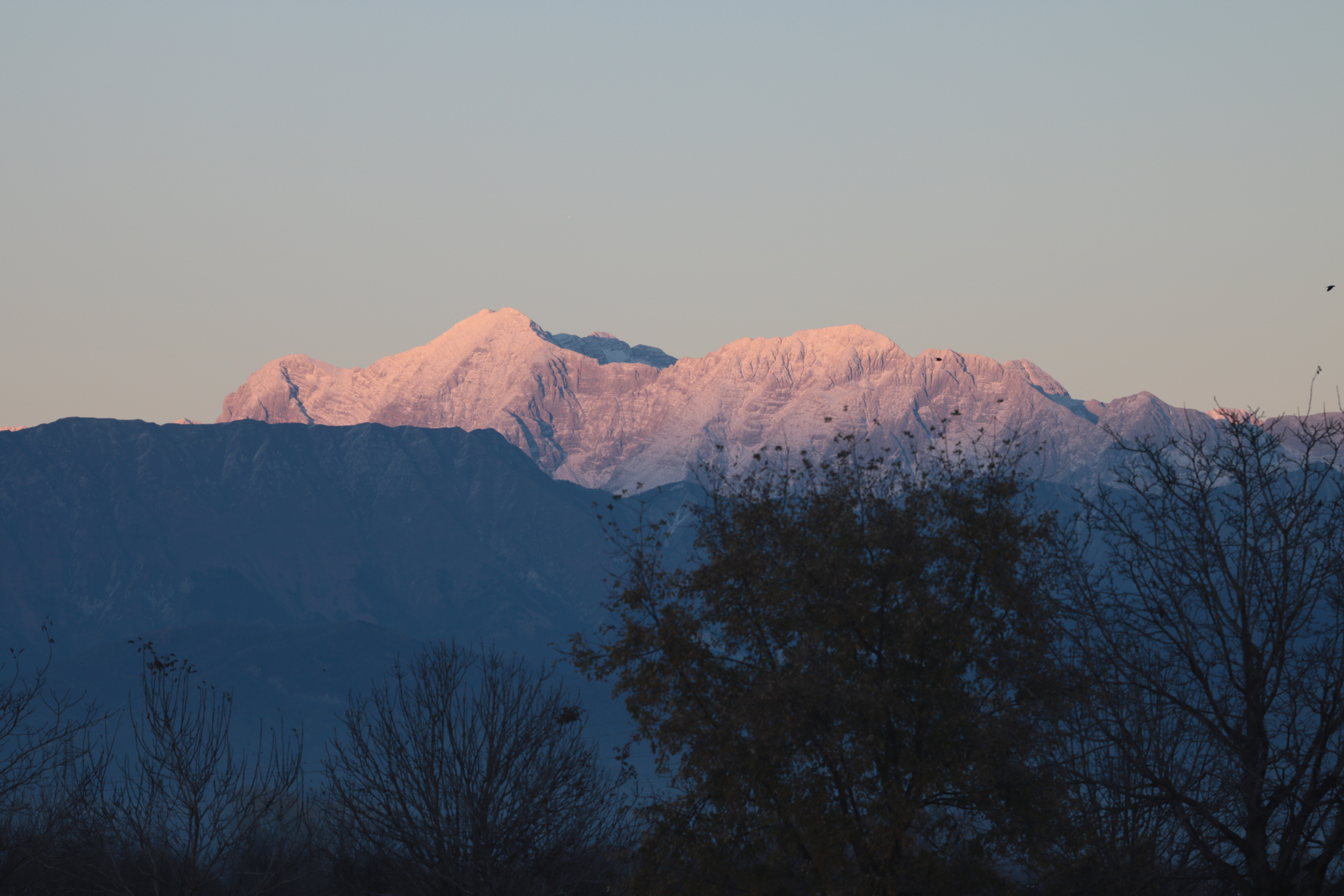
Il Monte Canin visto da Bonavilla, UD

Il monte Canin (Canino;  in friulano mont Cjanin, in sloveno Kanin, in resiano Cjanen) (2.587 m s.l.m.) è una montagna delle Alpi Giulie, che dà il nome all'omonima catena e segna il confine fra provincia di Udine (comuni di Resiutta, Chiusaforte e Resia) e la Slovenia (comune di Plezzo), l'ultimo massiccio montuoso delle Alpi Giulie in territorio italiano, scendendo da nord verso sud.

## Geografia

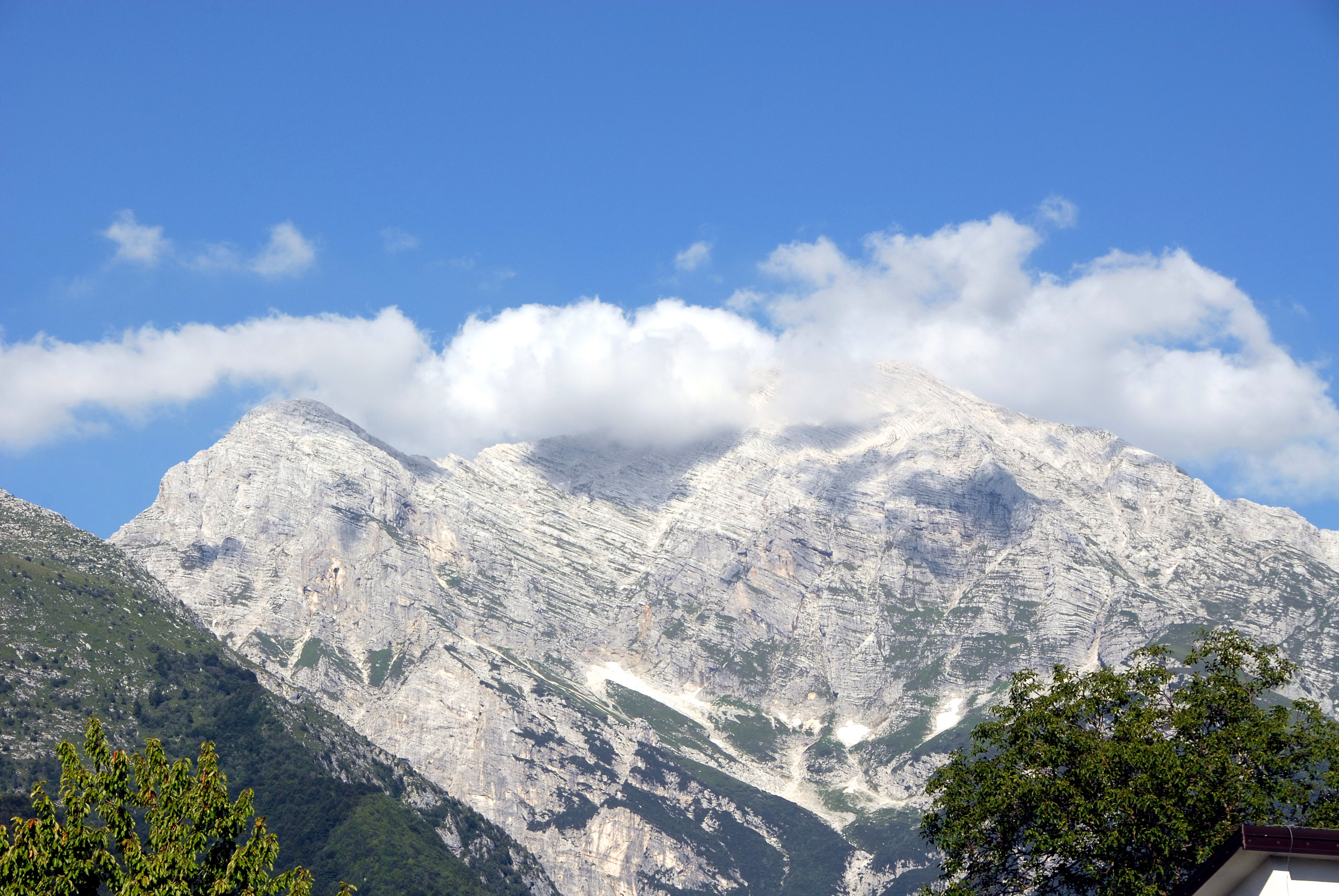
Il Canin da Stolvizza di Resia

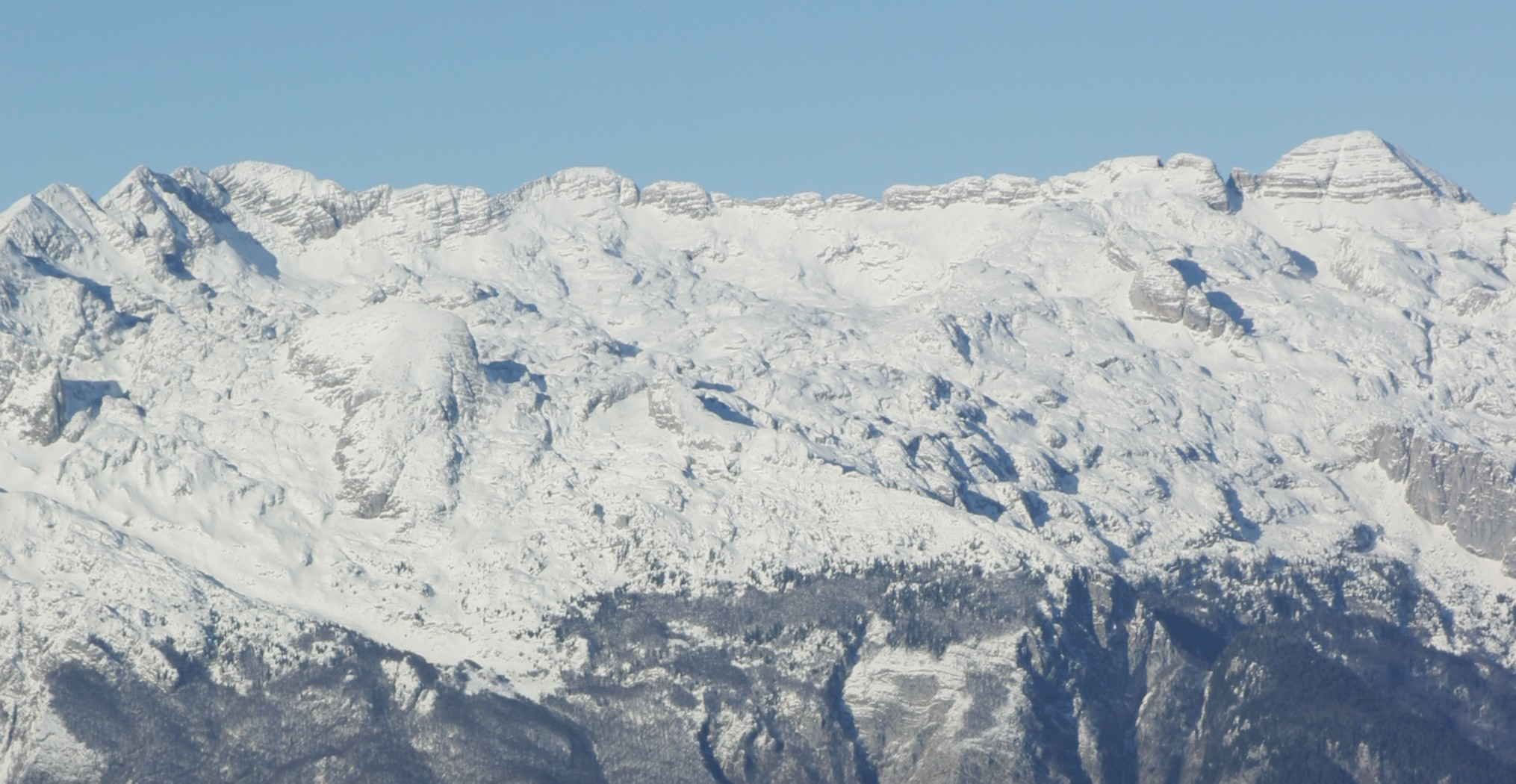
Il massiccio del Canin

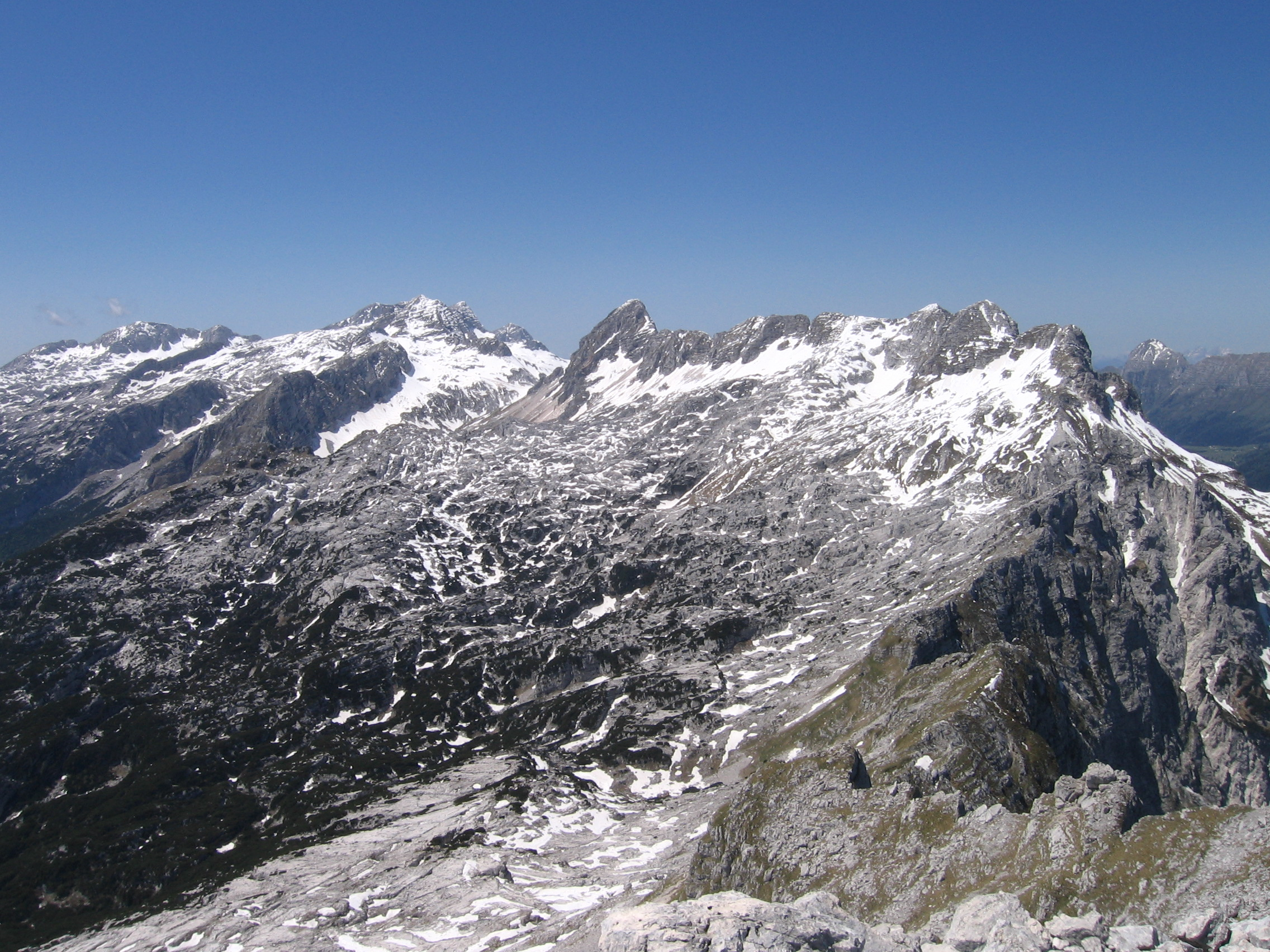
Il Canin visto dal monte Rombon

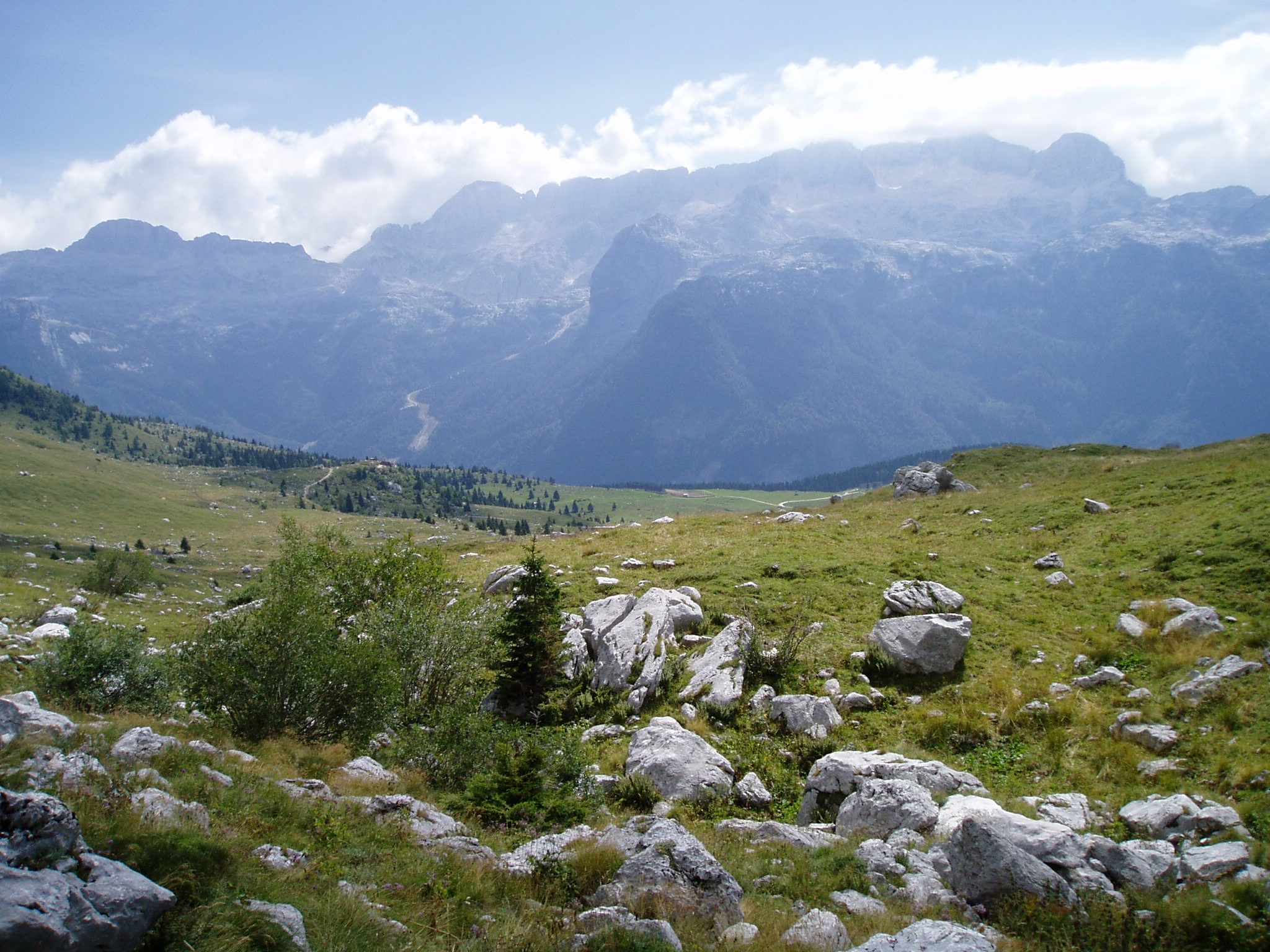
Il Canin visto dall' Altopiano del Montasio

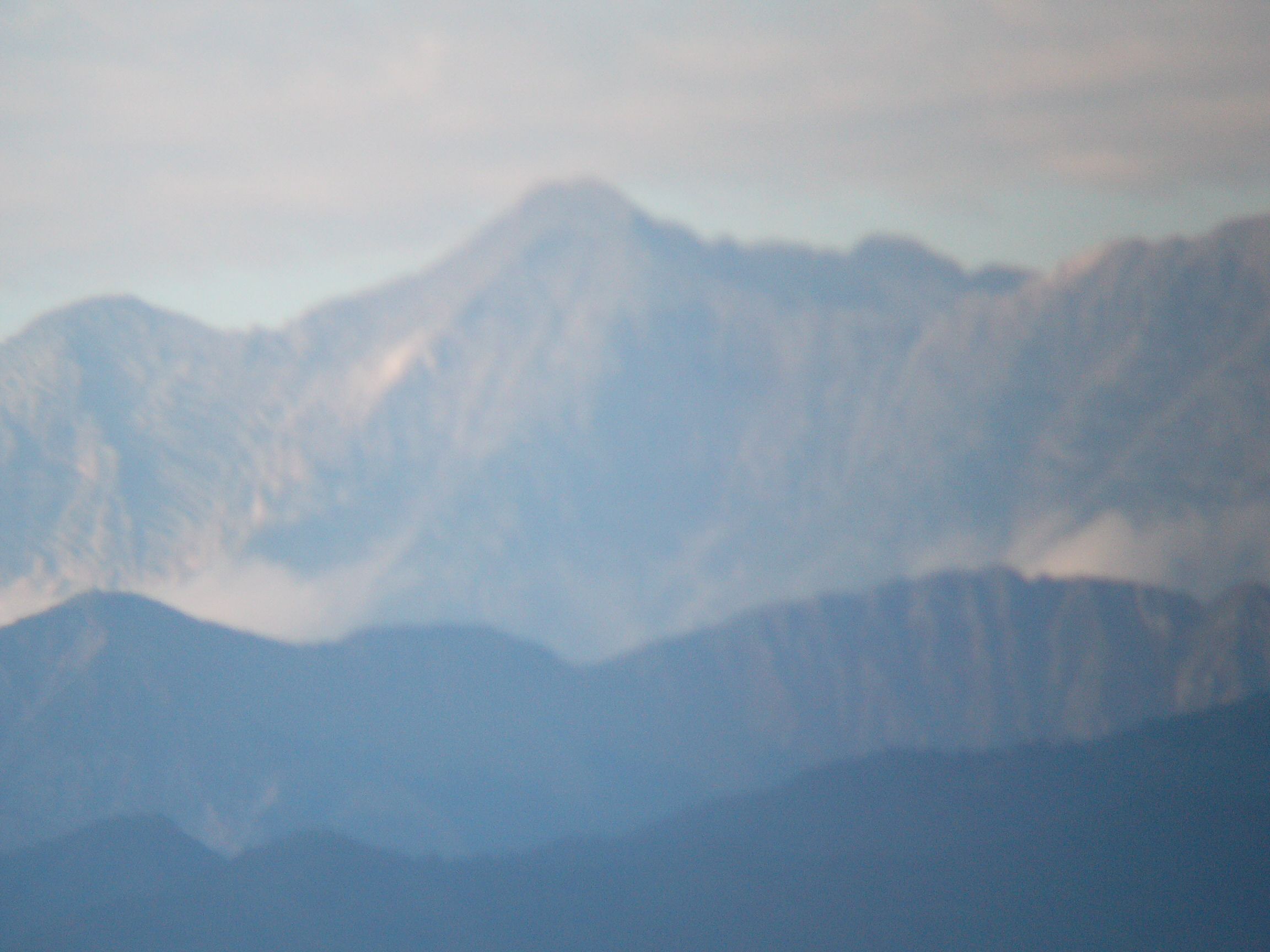
Il Canin visto da Udine

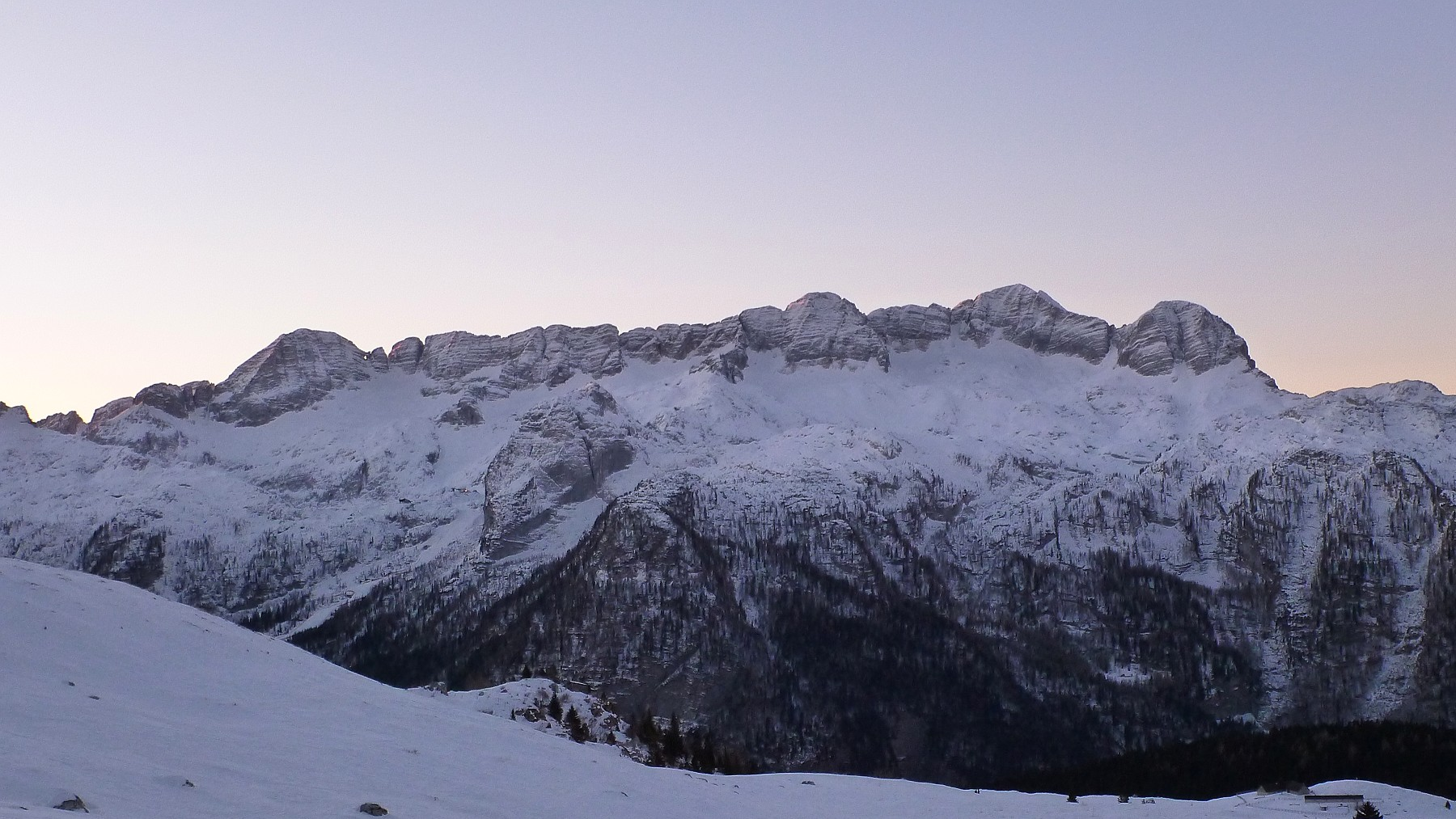
Monte Canin all'alba

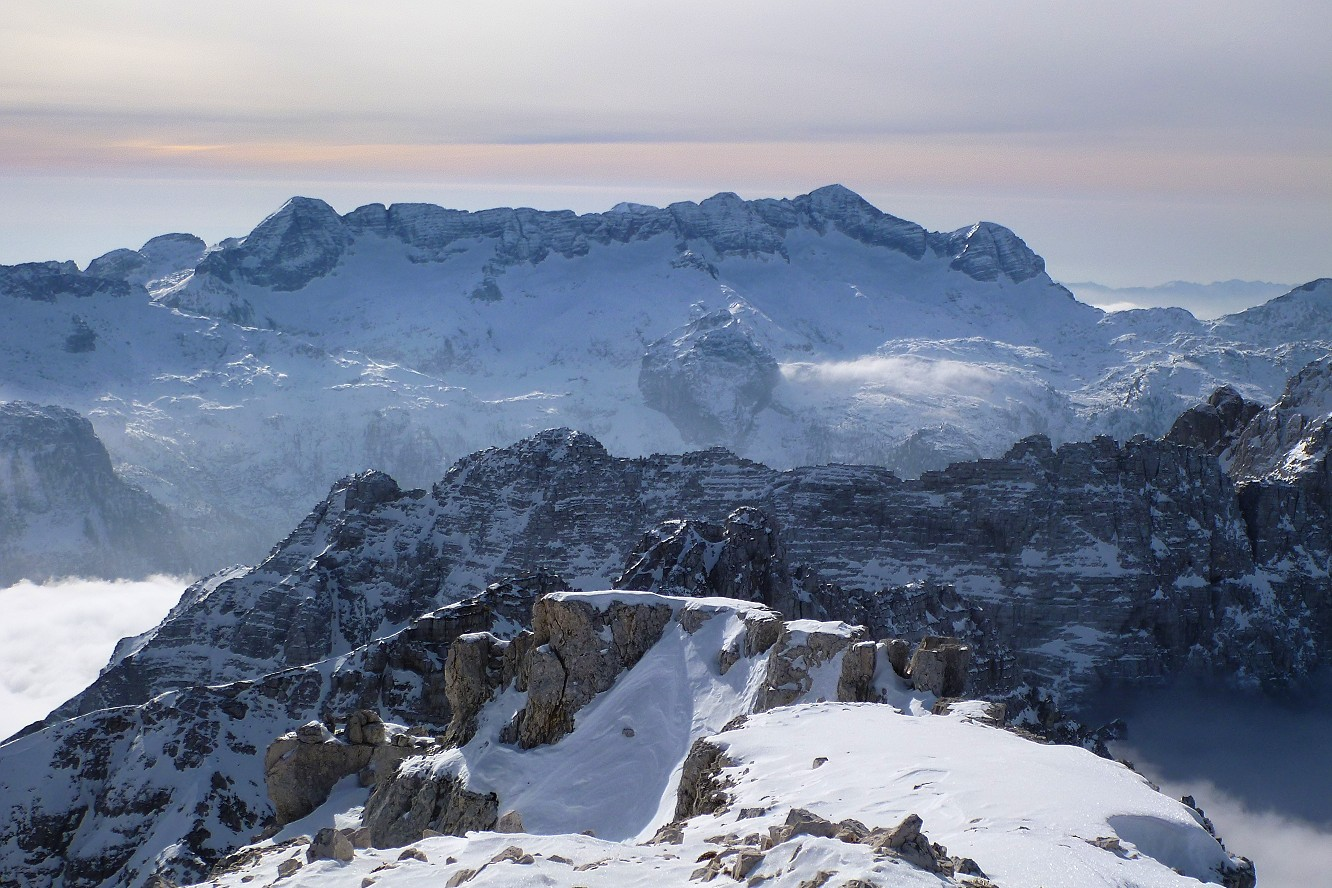
Vista del Monte Canin

Il gruppo del Canin è costituito da un colossale altipiano calcareo, alto dai 1.800 ai 2.300 m culminante in una larga cresta che lo percorre in tutta la sua estensione, posta tra la Val Raccolana a nord e la Val Resia a sud. Solo verso est questa cresta si biforca, dando origine alla val Mogenza. A sud, verso la conca di Plezzo, l'altopiano ha la forma di un grande mare di roccia. Sul lato nord, in territorio italiano, è presente un ghiacciaio (in effetti tre piccoli ghiacciai), che con i suoi 2200 m di quota è uno dei più bassi della catena alpina e che è però, al pari di tanti suoi simili nelle Alpi, in forte regressione negli ultimi anni in conseguenza dei mutamenti climatici in atto.
Dalla cima si gode un panorama: verso nord lo Jôf di Montasio (2.754 m) e lo Jôf Fuart (2.666 m), verso est il Mangart (2.677 m), lo Jalovec e il Tricorno (2.853 m), verso sud i Monti Musi e il Gran Monte, la pianura friulana e l'Alto Adriatico.

### Cima
Il gruppo del Canin, assieme alle Prealpi Giulie è direttamente interessato dai venti meridionali, in particolare dallo Scirocco e dal Libeccio, che non trovando ostacoli prima, impattano con queste montagne portando precipitazioni molto intense. Non esistono stazioni pluviometriche sulla montagna, ma la sua piovosità si può stimare osservando quella delle stazioni adiacenti. Per quanto riguarda il versante nord si possono considerare le stazioni di Saletto, in Val Raccolana, dove cadono mediamente 2218 mm/anno (periodo 1961-2000) e di Cave del Predil con 2101 mm/anno (periodo 1961-2000). Per il versante sud si possono prendere a riferimento le stazioni di Coritis, 2939 mm/anno e Žaga, in territorio Sloveno, con 3016 mm/anno Considerando che queste sono tutte stazioni di fondovalle e quindi relativamente meno piovose rispetto alle alte quote, si può stimare che sul Canin cadano dai 3000 ai 3500 mm annui.
L'alta piovosità si riflette nell'altissima nevosità invernale.
Ai 517 m s.l.m. di Saletto si hanno in media 110 cm di neve fresca all'anno, ai 910 m di Cave del Predil cadono in media 290 cm di neve. Salendo ancora la nevosità aumenta molto rapidamente; infatti a Sella Nevea (1125 m s.l.m.) la nevosità media è di 390 cm, mentre alla stazione di rilevamento del Gilberti presso Conca Prevala (1830 m s.l.m.) da dicembre ad aprile cadono in media 700 cm di neve È norma a questa quota raggiungere i 3 metri al suolo come spessore massimo in un inverno.
Sull'Altopiano, attorno ai 2200, metri l'accumulo nevoso è di circa 10 metri all'anno. Questa grande nevosità si rispecchia anche negli spessori al suolo raggiunti dal manto nevoso. Valori massimi in questo senso sono stati registrati nel marzo 2009, con spessori massimi di 260 cm per Sella Nevea e di 645 cm per Conca Prevala. Per l'inverno 2008/09, si possono citare anche gli 880 cm misurati nei pressi della stazione a monte degli impianti sciistici di Plezzo(2222 m s.l.m.). Questa è infatti una delle zone più nevose delle Alpi, probabilmente seconda solo ad alcune montagne della Stiria.

### Carsismo
L'Altopiano del Canin è interessato da fenomeni di carsismo dovuto alla dissoluzione delle rocce per opera delle acque. Si formano quindi in profondità caverne, pozzi e grotte ed altri fenomeni tipici del carsismo di profondità che fanno del Canin un'area molto nota anche a livello internazionale. A renderla particolarmente famosa sono i profondissimi abissi che sprofondano nei calcari dell'altipiano spesso per centinaia di metri, ma da qualche anno a questa parte si scoprono grotte che superano i mille metri di profondità.

### Grotte
Le grotte più profonde dal versante italiano sono:
- Complesso del Foran del Muss -1100 m
- Abisso Led Zeppelin -960 m
- Complesso del Col delle Erbe -935 m
- Abisso Modonutti Savoia -805 m
- Complesso S20 - S31 - FDZ2 -760 m
- Abisso "Amore quanto latte" -745 m
- Abisso Capitan Findus -740 m
- Abisso a SE della quota 1972 (ET5) -726 m
- Abisso Firn -720 m, con il pozzo Fabio Scabar di 495 metri
- Abisso II del Poviz (Gronda Pipote) -720 m
- Abisso Paolo Fonda -705 m

Le grotte più profonde dal versante sloveno sono:
- Čehi 2 -1505 m
- Črnelsko brezno (Veliko Sbrego) -1393 m
- Renejevo brezno -1322 m
- Mala Boka/BC4 -1319 m
- Vandima -1182 m
- Skalarjevo brezno -911 m
- Brezno pod velbom -910 m
- Brezno pod žičnico -875 m

## Storia
Il monte Canin è una delle cime più belle e note del Friuli.
Si affaccia sulle Prealpi Giulie, è visibile da Udine e da un ampio tratto di pianura friulana. Deve la sua notorietà anche alle vicende belliche della Grande Guerra, quando italiani e austriaci si combatterono sulle sue cime.
Di queste vicende racconta il canto degli alpini Monte Canino.
quel lungo treno che andava al confine

e trasportava migliaia degli alpini

su su correte è ora di partir
Dopo tre giorni di strada ferrata

ed altri due di lungo cammino

siamo arrivati sul monte Canino

e a ciel sereno ci tocca riposar
Non più coperte, lenzuola pulite

non più l'ebrezza dei dolci tuoi baci

solo si sentono gli uccelli rapaci

fra la tormenta e il rombo del cannon
Se avete fame guardate lontano

se avete sete la tazza alla mano

se avete sete la tazza alla mano

che ci rinfresca la neve ci sarà,»
Ora i fianchi della montagna sono attraversati, sia nel versante italiano che in quello sloveno, dalle piste da sci delle stazioni di Sella Nevea e Plezzo. Sono in corso di ultimazione i lavori per collegare le due località, con la creazione di un unico comprensorio fra i 1.200 e i 2.200 metri.

### Curiosità
Negli anni addietro c'è stata una battaglia per il possesso del Canin tra Oseacco, frazione di Resia, e Resiutta, comune confinante con Resia, vinta da Oseacco. Da quel momento ci fu un nuovo insediamento nella valle, Coritis.
La croce di vetta risulta spezzata, forse da un fulmine.

## Ascensioni
Sono presenti quattro vie di ascensione al Canin:
- Via normale Slovena: percorso che dal rifugio Koca Petra Skalaria, dopo aver attraversato l'altopiano carsico, risale in cresta percorrendola fino alla vetta.

- Via ferrata Julia: da Sella Nevea si raggiunge il rifugio Celso Gilberti a 1.850m. Da tale località si sale alla Sella Bila Pec, poi ci si dirige verso l'altopiano del Bila Pec, arrivando fino alla morena frontale del ghiacciaio più occidentale del Canin, ripido e con una forte presenza di crepacci. Dopodiché si risale verso un canalone mediante la ferrata Julia. Di qui si risale la parete che si attacca alla base poco a Est del canalone, raggiungendo la cresta, che verso Ovest porta in vetta.

- Via delle Cenge: da Sella Nevea si raggiunge il rifugio Celso Gilberti a 1.850 m e da qui si raggiunge la cima.[9]

- Da Resia: ci si porta al bivacco Franco Costantini a quota 1.690 m e da qui si sale a circa 2.000 m, per poi percorrere tutto il tratto di avvicinamento in cresta.

## Galleria d'immagini

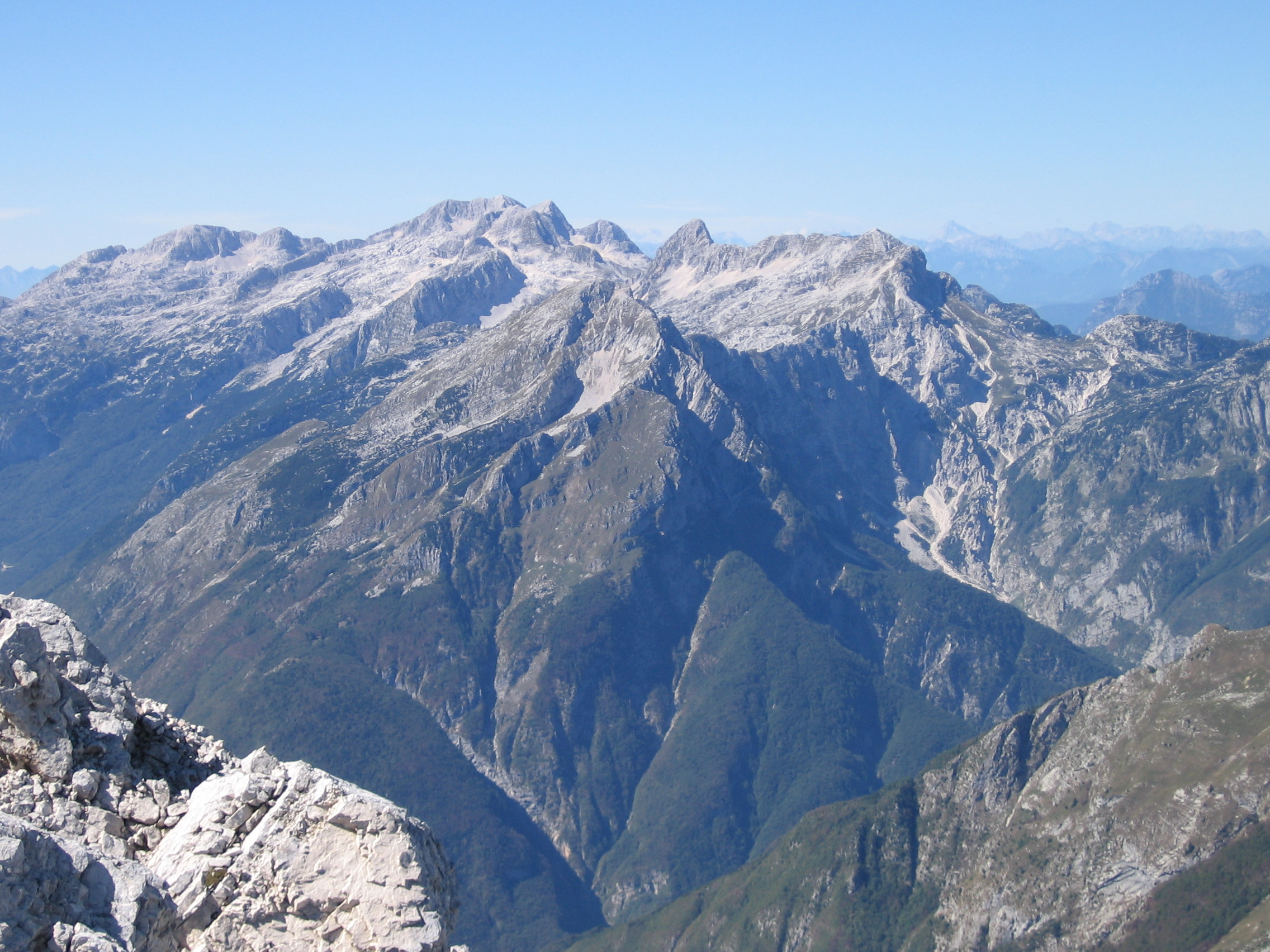
Catena del Canin vista dal Grintovec
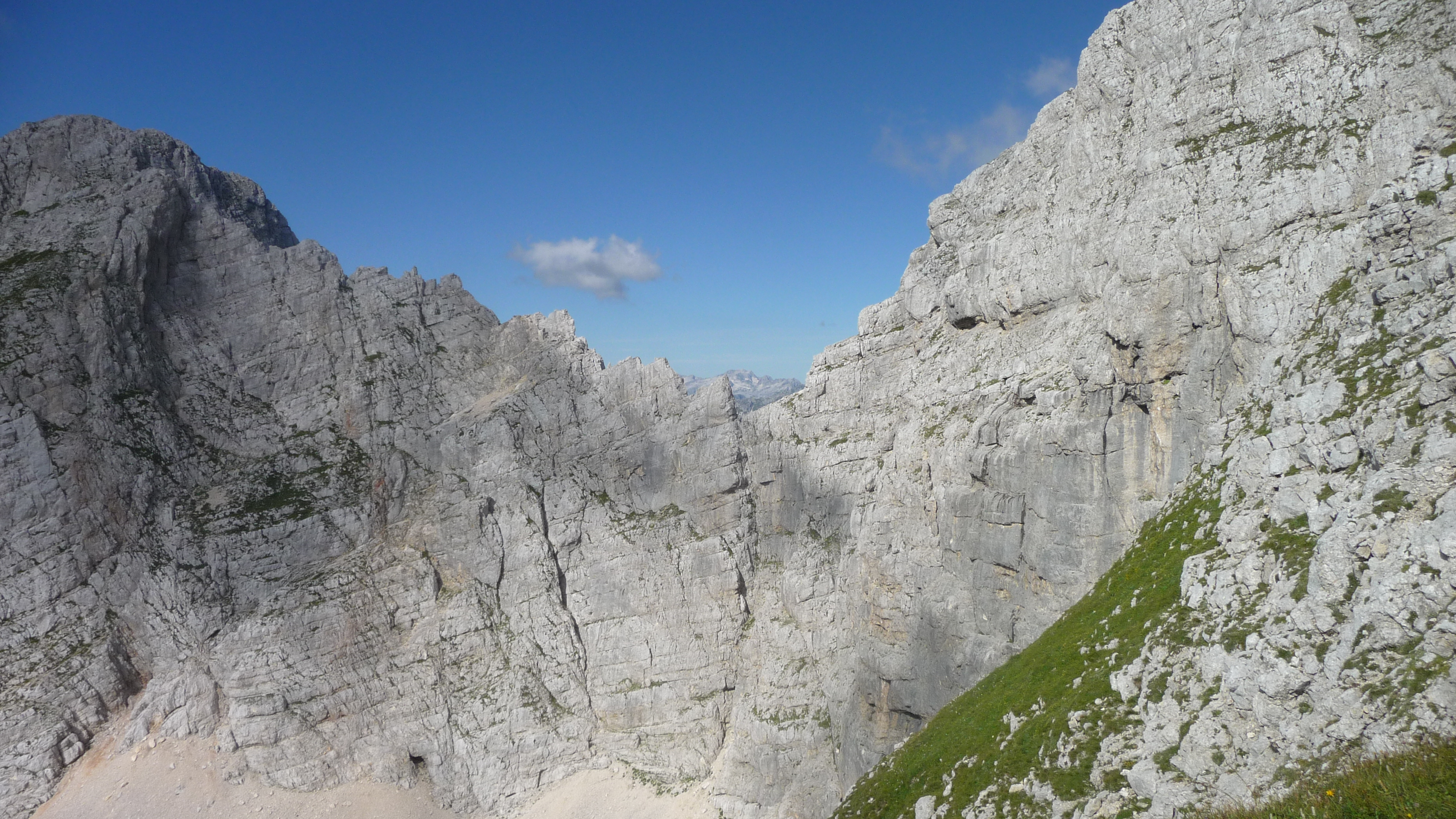
Pareti di roccia del Canin
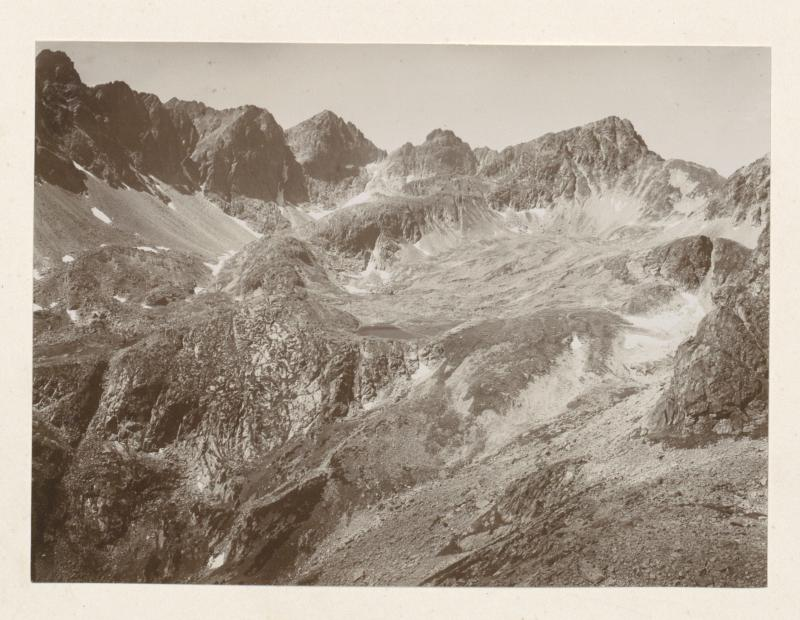
Cartolina del Canin  del 1880
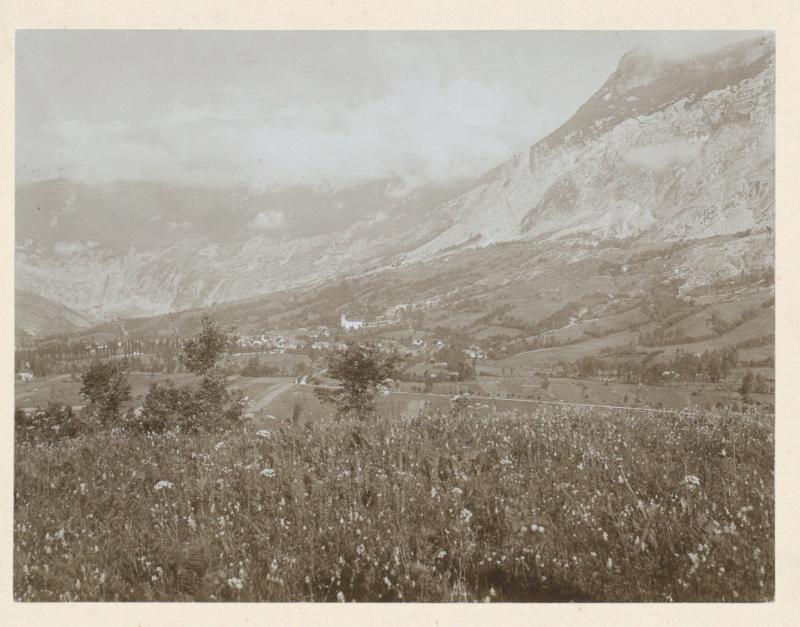
Cartolina dai pendii del Canin del 1880
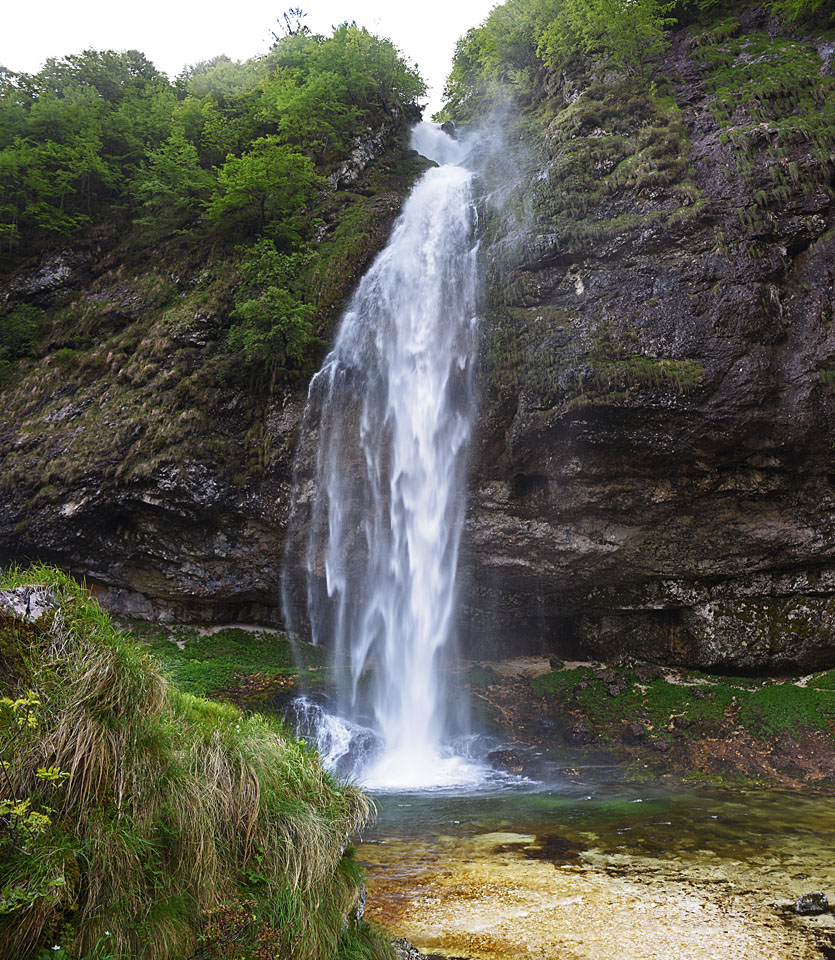
Fontanon di Goriuda (Val Raccolana)
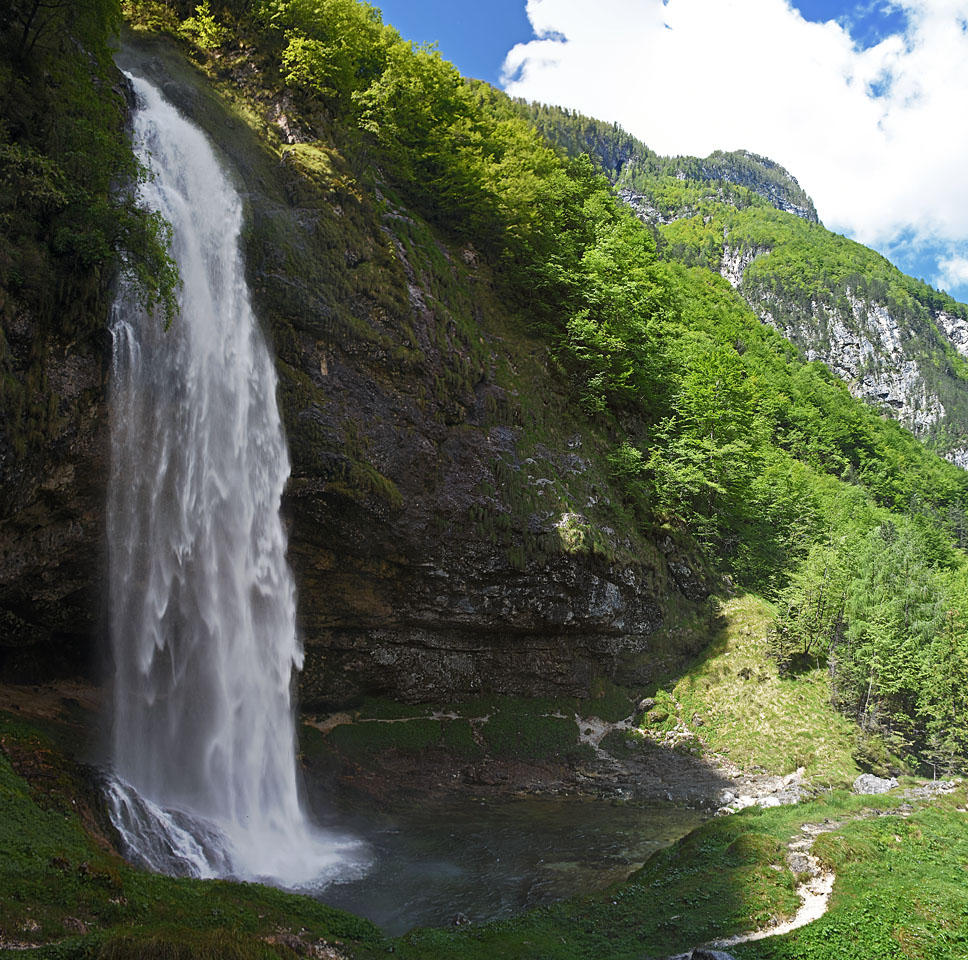
Fontanon di Goriuda
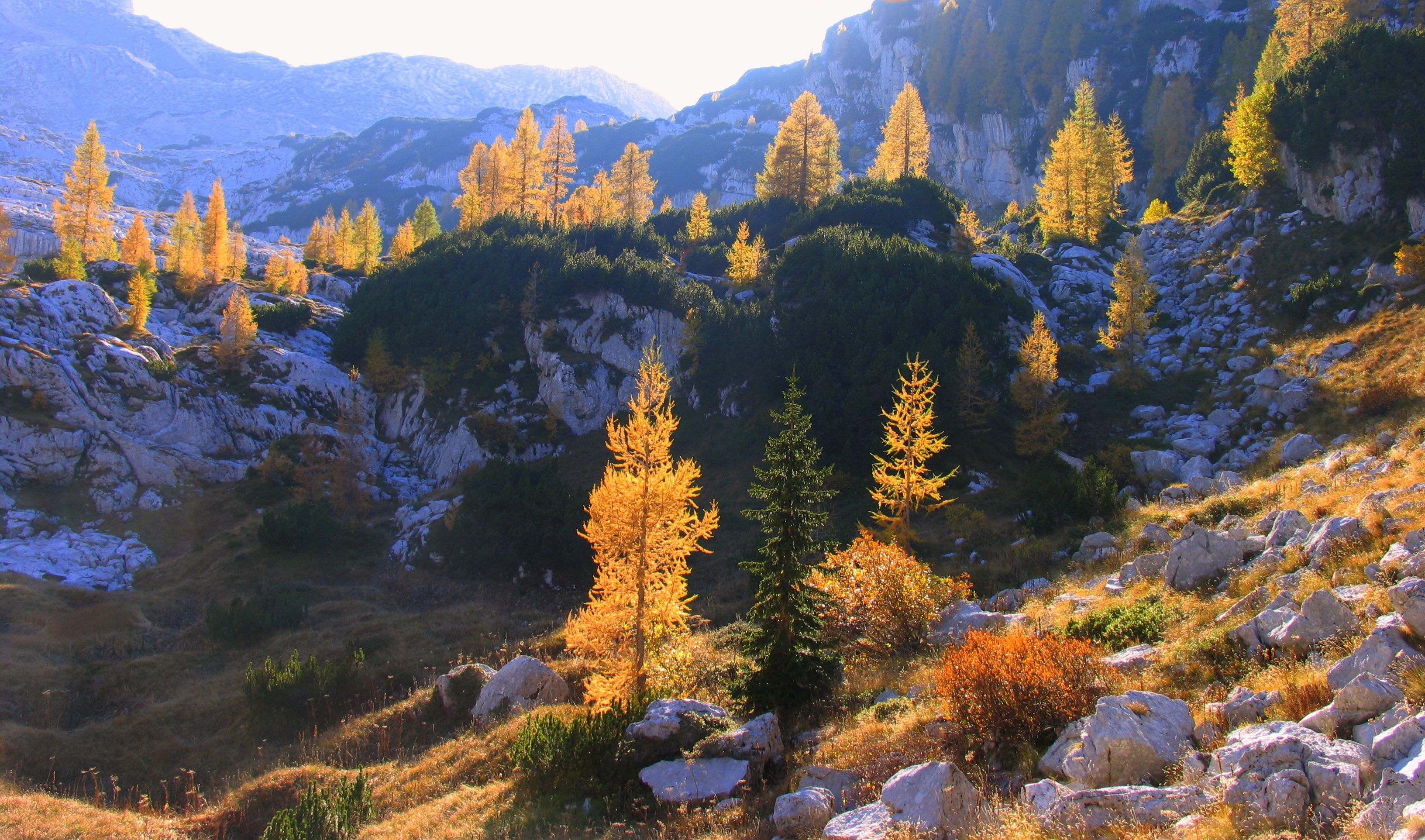
Larici sul Canin
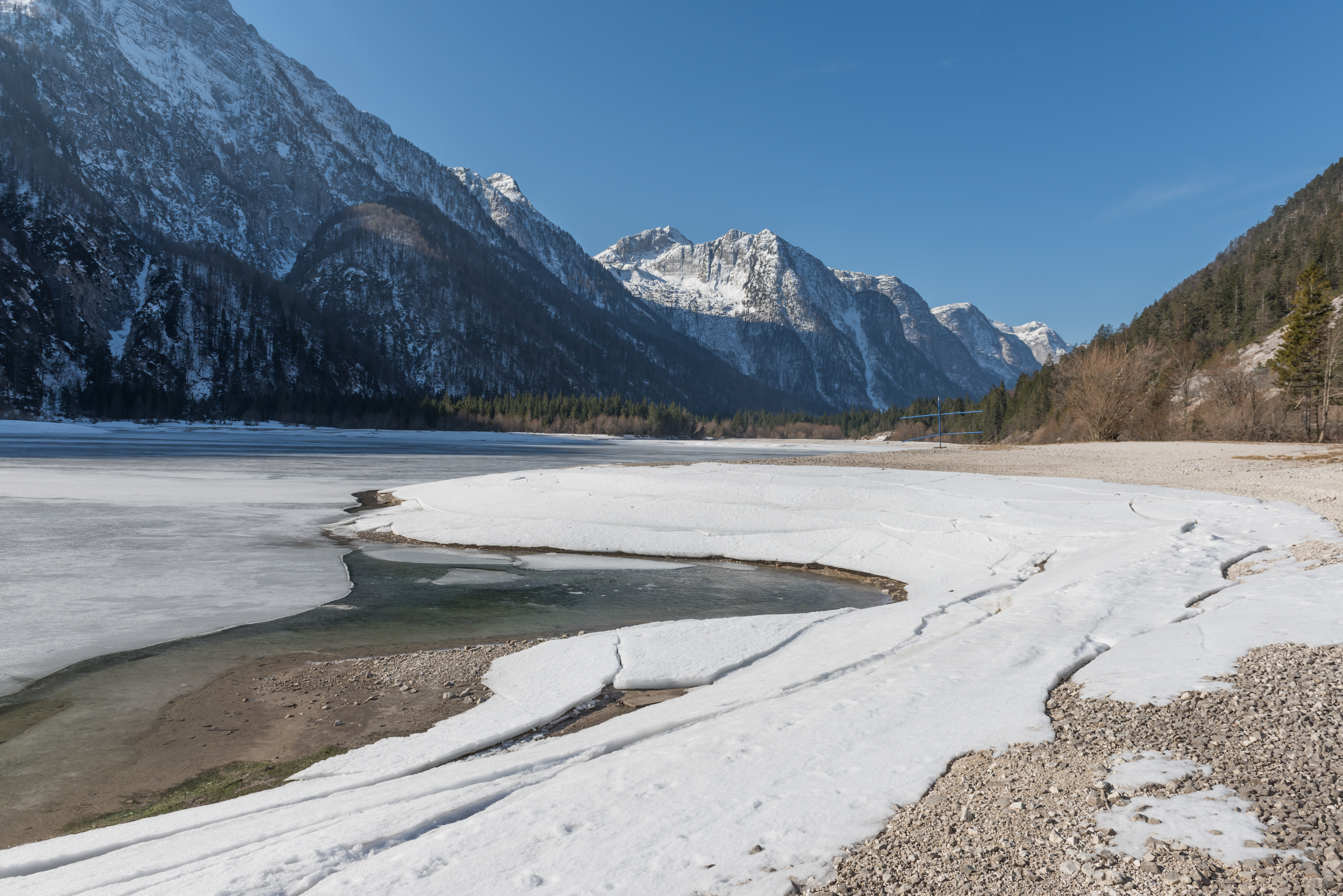
Lago del Predil in inverno (Valle del Rio del Lago)
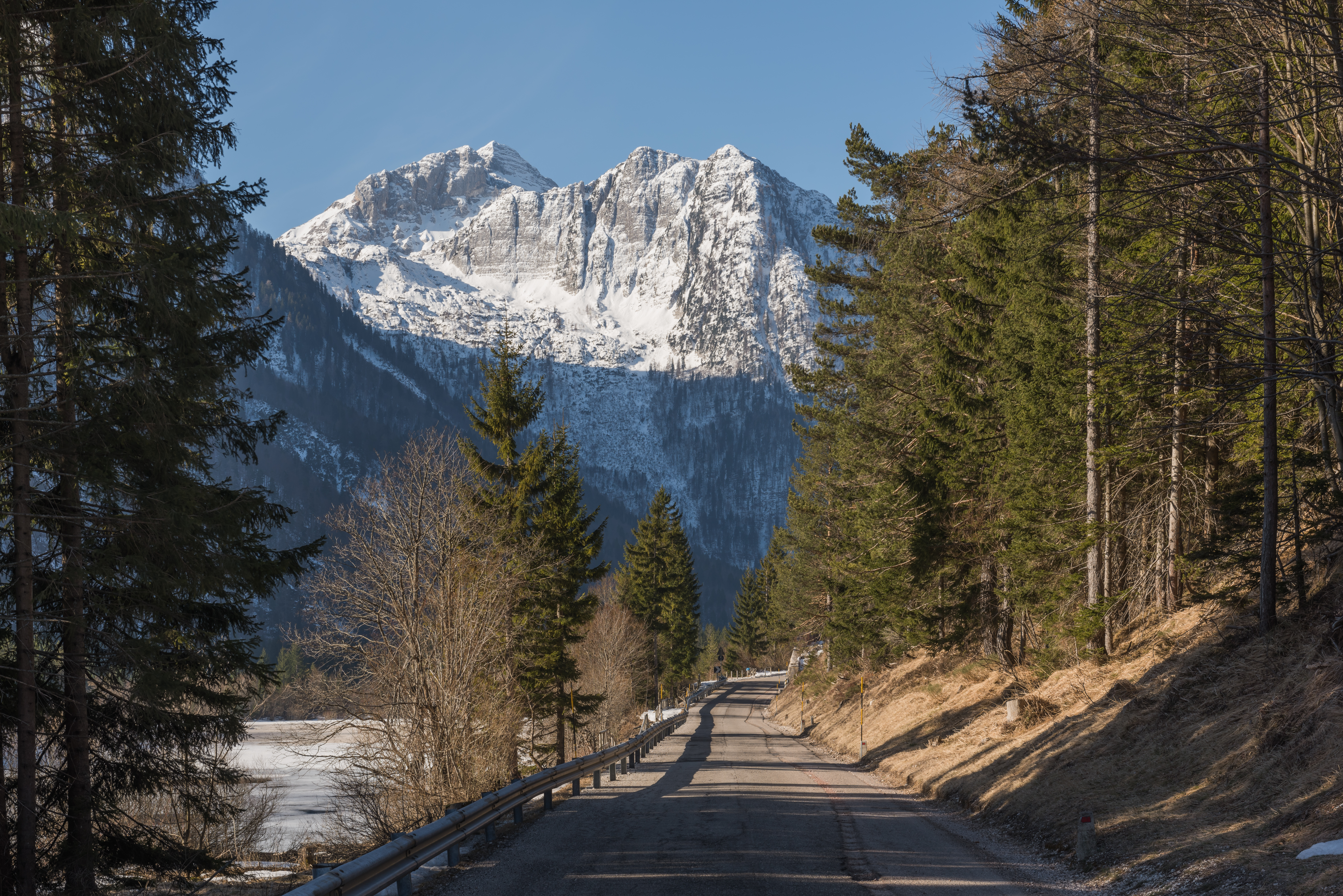
Valle del Rio del Lago